# Bilostok, Luțk
Bilostok (în ucraineană Білосток) este localitatea de reședință a comunei Bilostok din raionul Luțk, regiunea Volînia, Ucraina.

## Demografie
Componența lingvistică a localității Bilostok
     Ucraineană (99,47%)
     Alte limbi (0,53%)
Conform recensământului din 2001, majoritatea populației localității Bilostok era vorbitoare de ucraineană (99,47%), existând în minoritate și vorbitori de alte limbi.